# Modeste Bise
Modeste Bise, né le 17 avril 1829 à Murist (Broye) et mort le 19 décembre 1907 à Fribourg, est une personnalité politique du canton de Fribourg, en Suisse.
Il est conseiller d'État du canton de Fribourg de 1878 à 1881, à la tête de la Direction des travaux publics.

## Source
- Georges Andrey, John Clerc, Jean-Pierre Dorand et Nicolas Gex, Le Conseil d’État fribourgeois : 1848-2011 : son histoire, son organisation, ses membres, Fribourg, Éditions La Sarine, 2012, 143 p. (ISBN 978-2-88355-153-4, lire en ligne), p. 50